# Alamanda
Alamanda (lat. Allamanda), rod grmova i penjačica iz porodice Apocynaceae smješten u vlastiti podtribus Allamandinae, dio tribusa Plumerieae.
Postoji 15 priznatih vrsta raširenih po Srednjoj i Južnoj Americi

## Vrste
1. Allamanda angustifolia Pohl
2. Allamanda blanchetii A.DC.
3. Allamanda calcicola Souza-Silva & Rapini
4. Allamanda cathartica L.
5. Allamanda doniana Müll.Arg.
6. Allamanda laevis Markgr.
7. Allamanda martii Müll.Arg.
8. Allamanda nobilis T.Moore
9. Allamanda oenotherifolia Pohl
10. Allamanda polyantha Müll.Arg.
11. Allamanda puberula A.DC.
12. Allamanda schottii Pohl
13. Allamanda setulosa Miq.
14. Allamanda thevetifolia Müll.Arg.
15. Allamanda weberbaueri Markgr.

## Sinonimi
- Orelia Aubl.